# Jasieniowo
Jasieniowo – dawny zaścianek. Tereny, na których był położony, leżą obecnie na Białorusi, w obwodzie grodzieńskim, w rejonie oszmiańskim, w sielsowiecie Kamienny Łuh.

## Historia
W czasach zaborów folwark w gminie Polany, w powiecie oszmiańskim, w guberni wileńskiej Imperium Rosyjskiego. W 1905 roku liczył 12 mieszkańców, 117 dziesięcin, własność Downarowicza.
W latach 1921–1945 folwark leżał w Polsce, w województwie wileńskim, w powiecie oszmiańskim, w gminie Polany.
W 1931 w 1 domach zamieszkiwało 15 osób.
Wierni należeli do parafii rzymskokatolickiej w Cudzieniszkach. Miejscowość podlegała pod Sąd Grodzki w Oszmianie i Okręgowy w Wilnie; właściwy urząd pocztowy mieścił się w Cudzieniszkach.